# المركز الدولي للدعوة الإسلامية
المركز الدولي للدعوة الإسلامية أو المركز العالمي للدعوة الإسلامية أو مؤسسة السلام سابقاً (بالإنجليزية: Islamic Propagation Centre International)‏أسسه الداعية، أحمد ديدات، في عام 1958 بمدينة ديربان في جنوب أفريقيا.

## التاريخ
ولد الشيخ أحمد ديدات في (تادكهار فار) بإقليم سورات بالهند عام 1918 م لأبوين مسلمين ثم رحل عن الهند في سن الثامنة، واستقر في جنوب إفريقيا وعمل في مهن عدة،
و كانت نقطة التحول الحقيقي في حياته في أربعينيات القرن العشرين وكان سبب هذا التحول هو زيارة بعثة آدم التنصيرية في دكان الملح الذي كان يعمل به الشيخ وتوجيه أسئلة كثيرة عن دين الإسلام لم يستطع وقتها الإجابة عنها.
وقرر الشيخ أن يدرس الأناجيل بمختلف طبعاتها الإنجليزية حتى النسخ العربية كان يحاول أن يجد من يقرأها له وقام بعمل دراسة مقارنة في الأناجيل وبعد أن وجد في نفسه القدرة التامة على العمل من أجل الدعوة الإسلامية ومواجهة المبشرين قرر الشيخ بأن يترك كل الأعمال التجارية ويتفرغ لهذا العمل وقد كان في فترة متأخرة أثناء عمله في باكستان عثر على كتاب (إظهار الحق) لرحمت الله الهندي وأخذ الشيخ يمارس ما تعلمه من هذا الكتاب في التصدي للمنصرين، ثم أخذ يتفق معهم على زيارتهم في بيوتهم كل يوم أحد. فقد كان يقابلهم بعد أن ينتهوا من الكنيسة، ثم انتقل إلى مدينة ديربان وواجه العديد من المبشرين كأكبر مناظر لهم.
تتطور الشيخ في الدعوة والمناظرات في جنوب إفريقيا ثم باكستان ثم عاد إلى جنوب إفريقيا ثم طلب منه أن يلقى محاضرة في مدينة جوهانسبرغ .
ثم يقول الشيخ
| المركز الدولي للدعوة الإسلامية | وقلت في نفسي : ما دمت ألقيت محاضرة في " قاعة جوهانسبرغ " فلماذا لا أفعل ذلك في قاعة " دربن ؟ " وفعلت ذلك . وفي 9 من شهر ديسمبر جاء شخصان أوربيان يسألان عن الإسلام ، وترددا على مكاتبنا ، وكانت نتيجة ذلك أن دخلا في الإسلام ، وأعلنا إسلامهما في " مسجد الشارع الغربي " في مدينة ديربان . ثم أسلم شخصان آخران ، أحدهما هندي والآخر أوربي ، وأعلنا إسلامهما في مسجد الجمعة – وهو أكبر مساجد في النصف الجنوبي من الكرة الأرضية – وكان أحد أغنياء المسلمين يراقب ما يجري ، وهو ( الحاج كدوة ) فاستوقفني وقال لي : عندي أرض في منطقة " بريمر " تبعد 55 ميل من مدينة ديربان ، أهديها لك لتستغلها في الدعوة إلى الله . قلت له : أنا مستعد لأخذها بسرعة . قال : ليس بهذه السرعة ، بل لا بد أن تذهب وتقف على المنطقة التي تقع فيها الأرض . قلت له : ماذا تريد من زيارتي للمكان ، أنا موافق وسأبدأ بالعمل ، فأصر على أن أرى الموقع ففعلت . والأرض تقع في ساحل جنوب إقليم ناتال ، على بعد تسعين كيلو متر من مدينة ديربان ، تقطعها السيارة في ساعة واحدة ، ويسمى إقليم ناتال بـ( الحديقة الخضراء ) لجماله الطبيعي وهناك في عام ( 1959 ) بدأت إنشاء مؤسسة السلام . | المركز الدولي للدعوة الإسلامية |

وهي تشتمل على مسجد ، ومدرسة ، وعيادة طبية ، وملحقات رياضية ، والمدرسة تخدم المجتمع المحلي يدرس فيها أطفال الأفارقة ، وتجذب أسرهم حيث يتعرفون على الإسلام ، كانت خطوة رائدة في نشر الإسلام بدأناها في سنة 1958م . بمبلغ : ثلاثة جنيهات و 5 شلنات .
وهاهي الآن تتمثل في المركز العالمي للدعوة الإسلامية في وسط مدينة ديربان .

## الأهداف
- تمكين وتعزيز المجتمعات المحلية من خلال تعزيز القيم والمبادئ الأخلاقية.
- بناء الجسور بين الأديان إلى مزيد من التفاهم والتماسك الاجتماعي.
- تقديم الإسلام في صورته النقية والأصلية للناس من جميع الأديان.[3]

## الأقسام
أقسام المركز المتعددة :
1. قسم طباعة الكتب ونشرها،
2. قسم طبع القرآن وتوزيعه الذي وصل إلى مليوني نسخة في 13 عاماً،
3. قسم تدريب الدعاة، وإعداد برامج تثقيفية للمسلمين من خلال محاضرات في المراكز الثقافية بجنوب إفريقيا، وإقامة ركن للتعريف بالإسلام في المطارات المختلفة.